# Climat de la Normandie
Le climat de la Normandie est l’état moyen des conditions de l'atmosphère terrestre sur le territoire de la région Normandie, fondé sur les moyennes et la variabilité de paramètres météorologiques (température, pression atmosphérique, précipitations, ensoleillement, humidité, vitesse du vent) pendant une période donnée, la période type de référence définie par l’Organisation météorologique mondiale étant de 30 ans.
Le climat normand est composé de trois ensembles climatiques distincts : à l'ouest, un climat dit « océanique franc ». En allant davantage vers l'intérieur des terres, on voit apparaitre une entité dite de « climat océanique altéré ». A l’extrême est, on parlera d’un « climat océanique dégradé des plaines du Centre et du Nord. ».
Comme l'ensemble de la France métropolitaine, la Normandie est exposée au réchauffement climatique qui contribue à modifier les climats locaux actuels et à des effets sur l'environnement, la santé et la société. Pour respecter les deux objectifs de l'accord de Paris sur le climat (réchauffement bien en-dessous de 2 °C et de préférence limité à 1,5 °C), une réduction forte et immédiate des émissions de CO2 est indispensable, jusqu'à atteindre la neutralité carbone, seule à même de stopper le réchauffement, la France, à travers sa politique climatique, déploie différentes stratégies d'atténuation et d'adaptation), avec des objectifs spécifiques comme la réduction des émissions de gaz à effet de serre de 40 % entre 1990 et 2030 (20 % en 2019) ou la réduction de la consommation énergétique finale de 50 % en 2050 par rapport à la référence 2012 en visant un objectif intermédiaire de 20 % en 2030. Dans ce cadre le conseil régional d'Occitanie a créé le GIEC normand, un groupe régional d’experts sur le climat, et publié différents documents de stratégie (SRADETT) ou d'engagements. Au niveau local, 54 PCAET, portés par les intercommunalités pour lesquelles la démarche et obligatoire, sont adoptés ou en cours d'élaboration.

## Zonages climatiques

### Zonage de Joly et al. (2010)

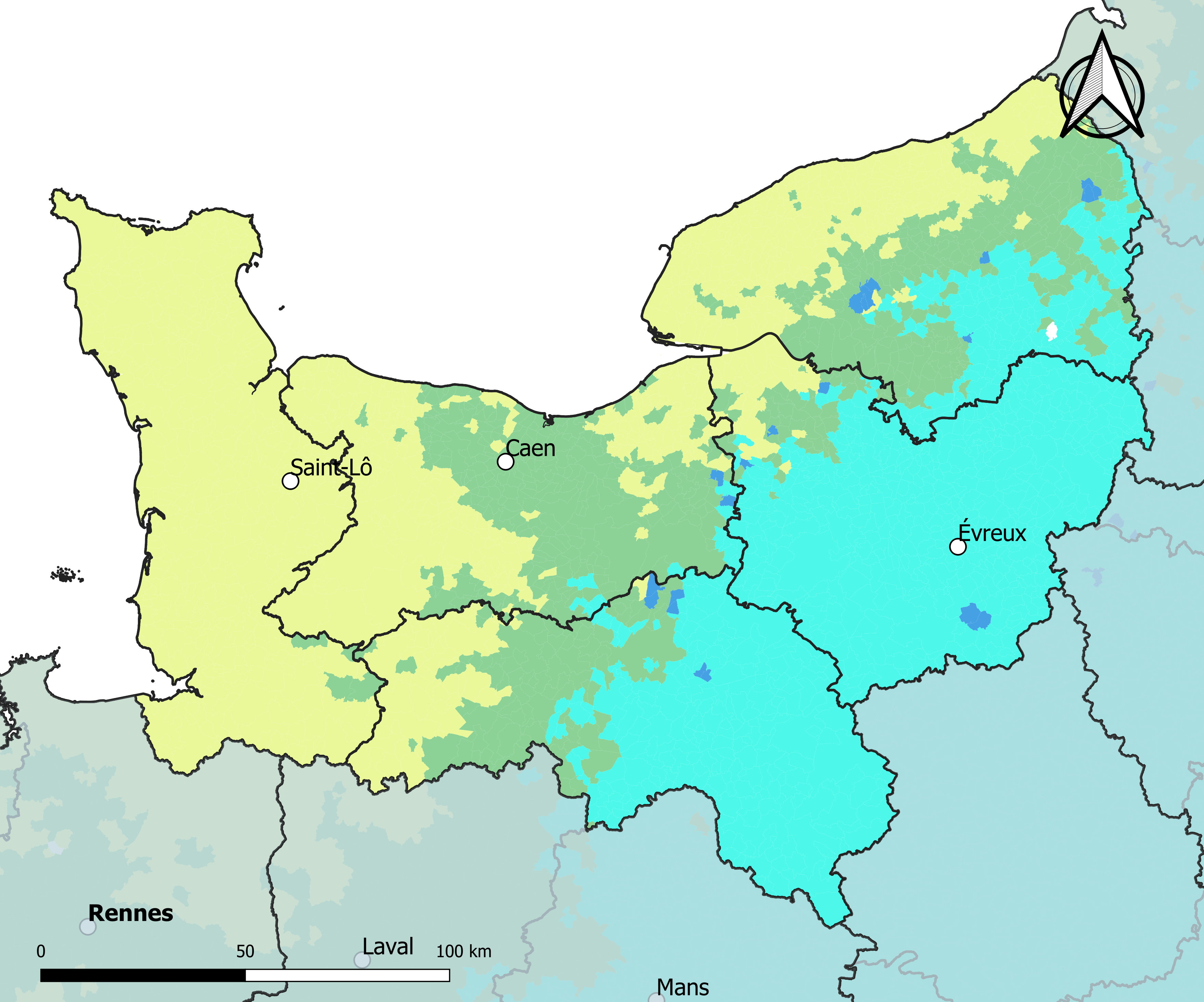
Zonage climatique de Joly et al. (2010).
Climat océanique franc
Climat océanique altéré
Climat océanique dégradé des plaines du Centre et du Nord

Une étude du CNRS et d'INRAE de 2010 réalisée par Daniel Joly, Thierry Brossard, Hervé Cardot, Jean Cavailhes, Mohamed Hilal et Pierre Wavresky a permis de classer les climats de métropole en huit grands types. Partant des mesures stationnelles de précipitation et de température mises à disposition par Météo-France, un jeu de 14 variables intégrant une série temporelle de 30 ans (1971-2000) est défini pour caractériser les climats et leurs modalités distinctives de variation. Une méthode originale dite d’interpolation locale permet de reconstituer les champs spatiaux continus des variables en question et de les exprimer sous forme de couches d’information gérables par SIG. Il en a résulté 8 types de climats. Le climat normand est composé de trois ensembles climatiques distincts :  à l'ouest, un climat dit « océanique franc ». En allant davantage vers l'intérieur des terres, on voit apparaitre une entité dite de « climat océanique altéré ». A l’extrême est, on parlera d’un « climat océanique dégradé des plaines du Centre et du Nord. »
 Le climat océanique franc est caractérisé par des températures moyennes et très homothermes : l’amplitude annuelle (moins de 13°C d’écart entre juillet et janvier), le nombre de jours froids (moins de 4) et chauds (moins de 4) et la variabilité interannuelle sont minimaux. Les précipitations sont annuellement abondantes (un peu plus de 1000 mm) et fréquentes en hiver (plus de 13 jours en janvier). L’été est également pluvieux (8-9 jours en juillet) mais les cumuls sont réduits.
 Le climat océanique altéré constitue une transition entre l’océanique franc (type 5) et l’océanique dégradé (type 3). La température moyenne annuelle est assez élevée (12,5 °C) avec un nombre de jours froids faible (entre 4 et 8 par an) et chauds soutenu (entre 15 et 23 par an). L’amplitude thermique annuelle (juillet-janvier) est proche du minimum et la variabilité interannuelle moyenne. Les précipitations, moyennes en cumul annuel (800-900 mm) tombent surtout l’hiver, l’été étant assez sec ;
 Le climat océanique dégradé des plaines du Centre et du Nord reste océanique mais avec de belles dégradations. Les températures sont intermédiaires (environ 11°C en moyenne annuelle, entre 8 et 14 jours avec une température inférieure à -5°C). Les précipitations sont faibles (moins de 700 mm de cumul annuel), surtout en été, mais les pluies tombent en moyenne sur 12 jours en janvier et sur 8 en juillet, valeurs moyennes rapportées à l’ensemble français ;

### Zonages de Météo-France (2020)
|  |  |

### Zonages du GIEC normand (2020)

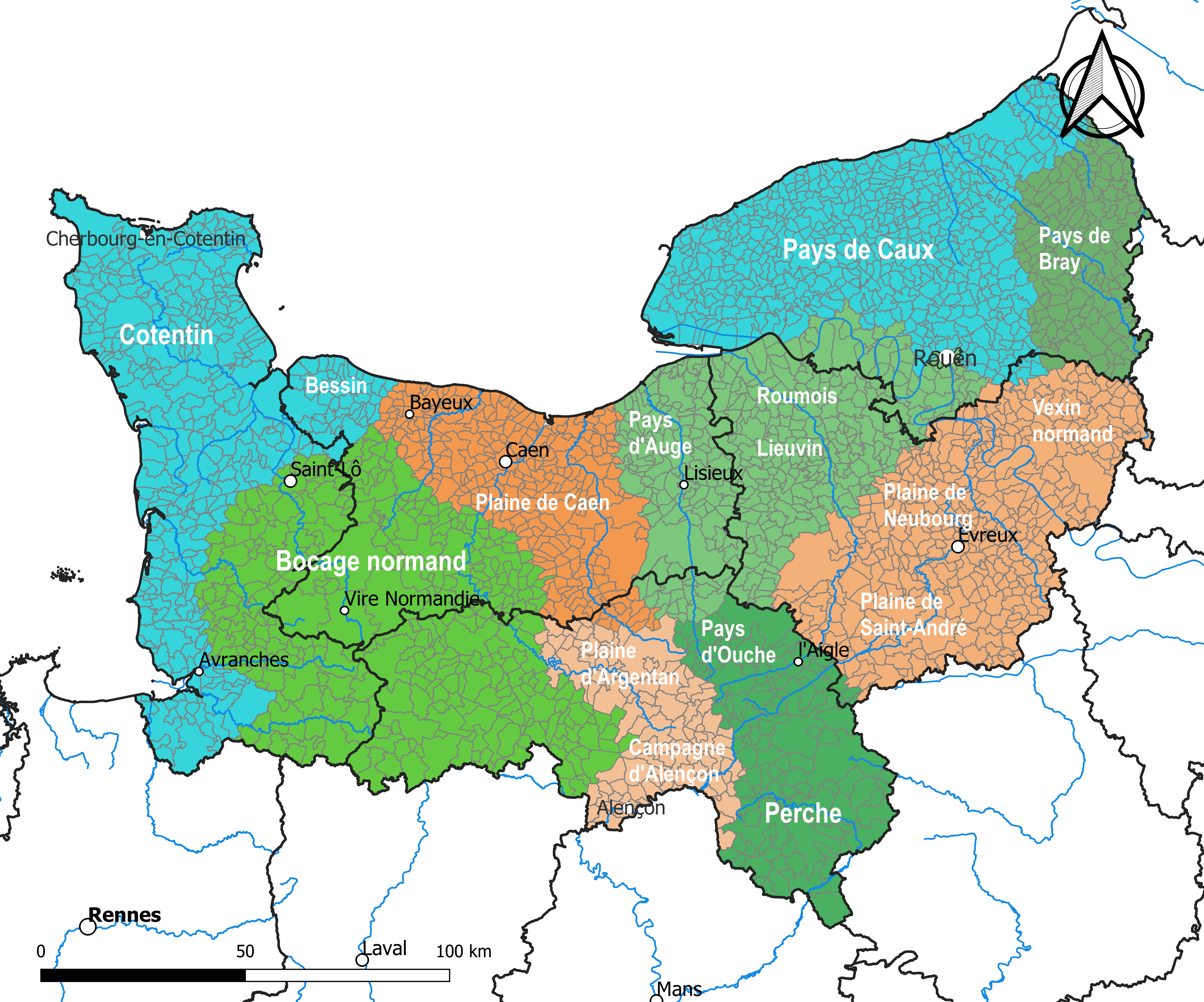
Carte du zonage climatique de la région Normandie établie par le GIEC normand en 2020.
Climat maritime
Climat contrasté des collines
Climat des plateaux abrités

La Normandie bénéficie d’un climat tempéré en raison des masses d’air en provenance majoritairement de l’Atlantique. L’océanité engendre, de plus, des précipitations en toutes saisons, diminuant globalement d’ouest en est, et une amplitude thermique relativement faible augmentant selon la même direction. Une étude publiée en octobre 2020 par le GIEC normand, groupe régional d’experts sur le climat, différencie trois grands types de climats, nuancés à échelle plus fine par les facteurs géographiques locaux : le climat maritime, le climat contrasté des collines et le climat des plateaux abrités.
Le climat maritime, frais, humide et pluvieux, correspond au Cotentin et à l'ouest du département de la Manche. Les conditions deviennent plus agréables en allant vers le sud : moins venteux, plus doux et plus ensoleillé. La frange littorale se distingue par son caractère très éventé et tempéré : gel et chaleur rares, précipitations moins fréquentes et moins abondantes. Les contrastes pluviométrique et thermique sont parfois très prononcés en quelques kilomètres quand le relief est marqué (ex. : La Hague sur la côte et Gonneville sur les hauteurs). Il en est de même pour le Pays de Caux dans une ambiance globalement plus fraîche (ex. : Dieppe et Goderville).
Le climat contrasté des collines, correspondant au Bocage normand, est bien arrosé, voire très arrosé sur les reliefs les plus exposés au flux d’ouest, et frais en raison de l’altitude. Cependant, il existe des contrastes notables entre les « zones basses » (fonds de vallées, dépressions… par ex. : Flers et les hauteurs très pluvieuses (ex. : Coulouvray). On retrouve globalement les mêmes types de caractères dans le Pays de Bray, en plus frais. Moins directement soumis aux flux océaniques, le Pays d’Auge, le Lieuvin et le Roumois connaissent toutefois des précipitations assez marquées en raison des reliefs collinaires qui favorisent leur formation. Plus au sud, le Pays d'Ouche et le Perche bénéficient d’un caractère continental plus affirmé : précipitations atténuées et amplitudes thermiques plus fortes.
Le climat des plateaux abrités regroupe plusieurs zones. La Plaine agricole de Caen à Falaise, sous le vent des collines de Normandie et proche de la mer, se caractérise par une pluviométrie et des contraintes thermiques modérées (ex. : Caen). Dans la Campagne d’Alençon, par effet de continentalité, les températures sont plus contrastées avec communément 10 à 15 jours par an de plus de froid en hiver et de chaleur en été (ex. : Alençon). La situation thermique est semblable dans les plaines agricoles de l’Eure, mais la pluviométrie est beaucoup plus faible (localement moins de 600 mm/an contre environ 750 mm) en raison du double effet d’abri provoqué par les collines du Bocage normand et par celles qui s’étendent sur un axe du Pays d'Auge au Perche (ex. : Évreux).

## Paramètres climatiques

### Température
L’évolution de la température observée en Normandie depuis le milieu du XXe siècle est conforme à celle observée en France métropolitaine. Plusieurs points sont à souligner :
- L’augmentation tendancielle de température sur les 60 dernières années est similaire pour 4 des 5 stations observées, autour de +0,3°C par décennie, révélant la forte homogénéité intra régionale du réchauffement.
- L’augmentation tendancielle des températures depuis 60 ans (+0,3°C par décennie) est trois fois plus forte que celle observée sur l’ensemble du XXe siècle, illustrant ainsi l’accélération du réchauffement observée depuis le milieu du XXe siècle et plus encore depuis les années 1970.

L’augmentation tendancielle des températures depuis 1971 illustre l’accélération du réchauffement en Normandie. Ces résultats sont conformes à l’augmentation perçue dans le Grand Ouest à partir des années 1980 après une stagnation des températures entre les années 1950 et 1960.

### Précipitations
Hormis la station d'Auderville qui présente une hausse significative, parmi les 5 stations éudiées dans le rapport Oracle de 2020, aucune autre tendance ne peut être dégagée. Cela illustre une absence de tendance générale en Normandie et une hétérogénéité spatiale pour cet indicateur (contrairement aux températures). Cette non significativité s’explique par des fortes variabilités mensuelles et saisonnières, c’est pourquoi il est nécessaire d’étudier également l’évolution des précipitations saisonnières. De plus, des tendances différentes sur des périodes plus courtes voire diverses peuvent apparaitre en raison de la variabilité inter décennale.

### Vent
Le vent est une des composantes marquantes du climat normand, particulièrement sur le littoral où rien ne vient freiner sa course. Simple brise rafraîchissante en été, il peut devenir dévastateur lors des grandes tempêtes, comme ce fut le cas en 1987 et 1999 (tempêtes Lothar et Martin). Sur la région, le régime de vent dominant est de secteur ouest à sud-ouest, en relation avec la position moyenne des basses pressions subpolaires au Nord (dépression d'Islande) et des hautes pressions subtropicales au sud (anticyclone des Açores).

### Paramètres des stations météorologiques historiques
Par station historique, il convient d'entendre une station météorologique qui permet de connaître trois normales climatiques consécutives (1971-2000, 1981-2010 et 1990-2020) sur le site d'Infoclimat. Il existe cinq stations historiques dans le département.				
| Département    | Station               | Températures                | Températures        | Températures        | Ensoleilmt | Précipitations | Précipitations       | Précipitations | Précipitations |
| Département    | Station               | Moyenne 1971-2000 1991-2020 | Maxi extrême        | Mini extrême        | Ensoleilmt | Cumul moyen    | Max en 24 h          | Max en 5 j     | Moy > 1 mm     |
| -------------- | --------------------- | --------------------------- | ------------------- | ------------------- | ---------- | -------------- | -------------------- | -------------- | -------------- |
| Calvados       | Caen-Carpiquet        | 10,9 11,5                   | 40,1 (18 juil 2022) | -19,6 (8 jan 1985)  | 1746,2     | 740,3          | 183,9 (19 août 1996) | 189,4 (août)   | 5,4            |
| Eure           | Évreux-Huest          | 10,3 11,2                   | 40,9 (25 juil 2019) | -18,6 (8 jan 1985)  | 1689,9     | 600,6          | 245,1 (1 sept. 1983) | 251,1 (sept.)  | 4,9            |
| Manche         | Cap de La Hague       | 11,6 12,2                   | 32,9 (20 juil 2010) | -11,1 (5 sep 1936)  |            | 663            | 130 (18 août 1988)   | 150,1 (août)   | 5,2            |
| Orne           | Alençon - Valframbert | 10,8 11,3                   | 39,8 (25 juil 2019) | -18,0 (5 fév 1963)  | 1727,1     | 743,7          | 70,0 (11 juin 2018)  | 120,2 (juin)   | 5,9            |
| Seine-Maritime | Rouen-Boos            | 10,1 11,0                   | 41,3 (25 juil 2019) | -17,1 (17 jan 1985) | 1554,5     | 847,5          | 81,3 (10 août 1983)  | 114,4 (mai)    | 5,8            |
| Seine-Maritime | Deauville             | 10,3 11,0                   | 39,4 (25 juil 2019) | -17,8 (17 jan 1985) | 1650,9     | 920,4          | 154,9 (18 juil 1976) | 169,1 (juil)   | 6,1            |

## Événements météorologiques exceptionnels

### Événements historiques
Météo-France recense un événement météorologique mémorable au XVIIIe siècle et six au XXe siècle ayant affecté pour tout ou partie la Normandie.
- 13 juillet 1788 - Orages sur le Nord de la France - Cet épisode provoque des ravages spectaculaires sur bon nombre de départements du nord-ouest de la France, notamment en Seine-Maritime et dans l'Eure, en Normandie[18].

- Janvier 1936 - Inondations dans l’ouest de la France - Des pluies persistantes du 28 décembre 1935 au 11 janvier 1936 provoquent d’importantes inondations dans l’ouest de la France[19].

- 3 septembre 1958 - Orages en vallée de Somme - Le 3 septembre 1958 de violants orages touchent la vallée de la Somme[20].

- Décembre 1994 et janvier 1995 - Crues sur le bassin Seine-Normandie - Les crues de janvier 1995 sur le bassin de Seine-Normandie sont dues à une longue période pluvieuse de septembre 1993 à janvier 1995[21].

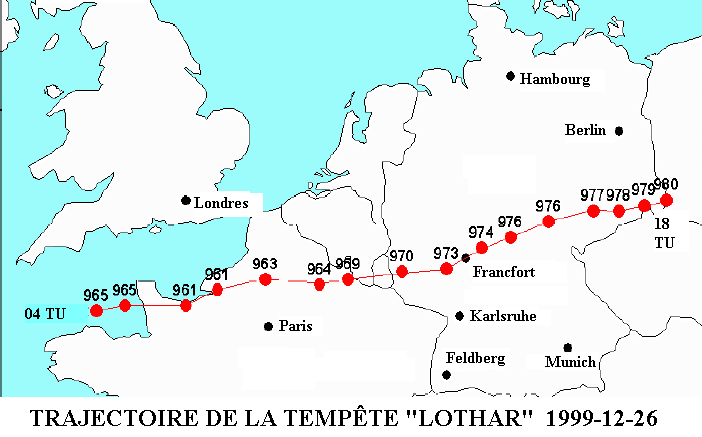
Tempête Lothar - 25-26 décembre 1999.

- 21 janvier 1995 - Fortes pluies et inondations sur l’ouest de la France - Après une année 1994 et plus particulièrement un automne et un début d’hiver très humides, une succession de vagues pluvieuses ont défilé sur l’ouest de la France à un rythme quasi quotidien[22].

- 16 juin 1997 - Violent orage en Seine-Maritime - Le 16 juin après-midi et dans la nuit du 16 au 17 des orages d’une violence exceptionnelle éclatent dans la région de Rouen provoquant inondations, torrents de boue et victimes[23].

- 24 décembre 1999 - Inondations en Bretagne et en Normandie - Les deux tempêtes Lothar et Martin balaient la France les 25/26 et les 27/28. Sur l’ouest de la France, elles ont été accompagnées de fortes pluies[24].

### Années 2000
Sept événements sont recensés dans les années 2000.
- Hiver 2000-2001 - Inondations dans l’Ouest de la France - À partir de la mi-septembre 2000, les pluies se sont succédé à un rythme soutenu entrecoupées de courtes périodes de répit[25].

- 4 août 2002 - Pluies diluviennes sur l’Orne - Des pluies diluviennes s’abattent sur le nord-est du département de l’Orne l’après-midi du 4 août 2002[26].

- 1er juin 2003 - Orages sur l’Orne et le Calvados - De fortes pluies orageuses ont touché plusieurs secteurs du Calvados et de l’Orne le 1er juin 2003 occasionnant parfois de gros dégâts[27].

- 7 juillet 2004 - Déluge sur la Bretagne - En plein été 2004, tempêtes et pluies exceptionnelles touchent la Bretagne[28].

- 3 Juillet 2005 - Orages dans le Nord de la France - Sévères lignes successives d’orages dans la nuit du 3 au 4 juillet 2005, de la Somme au Nord-Pas-de-Calais. La Seine-Maritime est également touchée[29].

- 13 au 15 septembre 2006 - Fortes pluies sur la Bretagne - Des précipitations très intenses provoquent des inondations urbaines notamment à Rennes ou Saint-Nazaire[30].
- 29 mai 2008 - Orages sur le Queyras et la Corse. La Manche est également touchée - Le département des Hautes-Alpes connaît une forte pluviosité du 24 au 30, avec 2 épisodes actifs, les 25/26 et du 28 au 30. Un orage violent et localisé touche la ville d’Ajaccio (Corse-du-Sud) le 29[31].

## Politique et planification climatiques

### Niveau national
Pour respecter les deux objectifs de l'accord de Paris sur le climat (réchauffement bien en-dessous de 2 °C et de préférence limité à 1,5 °C), une réduction forte et immédiate des émissions de CO2 est indispensable, jusqu'à atteindre la neutralité carbone, seule à même de stopper le réchauffement. Diminuer les émissions des autres gaz à effet de serre, en particulier le méthane, est également pertinent. Pour répondre à cet objectif, la France, à travers sa politique climatique, déploie différentes stratégies d'atténuation et d'adaptation), avec des objectifs spécifiques comme la réduction des émissions de gaz à effet de serre de 50 % entre 1990 et 2030 (20 % en 2019) ou la réduction de la consommation énergétique finale de 50 % en 2050 par rapport à la référence 2012 en visant un objectif intermédiaire de 20 % en 2030. La traduction des engagements de la France sur le climat et l'énergie se décline en différents documents de planification aux niveaux régional et local.

### Niveau régional
Les régions sont des acteurs clés dans la lutte contre le changement climatique. Elles ont un rôle important à jouer dans l’adaptation et l’atténuation du changement climatique. 

#### SRADDET, schéma régional d'aménagement durable
L’élaboration d’un schéma régional d'aménagement, de développement durable et d'égalité des territoires (SRADDET) est confiée à la région par l’article 10 de la loi portant nouvelle organisation territoriale de la République (NOTRe) du 7 août 2015. Dans ce cadre, le conseil régional d'Occitanie adopte en 2019 le projet d’aménagement du territoire à l'horizon 2040 (SRADDET), qui est ensuite approuvé par le Préfet de région le 2 juillet 2020. Une proposition de modification visant à mettre le document en conformité avec la loi Climat et Résilience, la loi 3DS et la loi relative à la lutte contre le gaspillage et sur l’économie circulaire est présentée aux élus régionaux en mai 2023 puis soumise à concertation des acteurs et du public entre mai et octobre 2023.

#### GIEC normand, groupe régional d'experts sur le climat
Devant l’enjeu climatique, des « groupes régionaux d’experts sur le climat (GREC) » sont mis en place dans les différentes régions. Le « GIEC normand », pour Groupe Interdisciplinaire d'Étude du Climat Normand, lancé en en décembre 2019, est chargé de faire le point sur les impacts du changement climatique en Normandie, de donner des grandes lignes directrices et de fournir des estimations fiables des évolutions climatiques en Normandie. Il s’agit d’une part de faire l’état des connaissances les plus récentes sur les conséquences du changement climatique en Normandie, dans chacune des 9 grandes thématiques identifiées. Il est constitué d’experts issus en priorité des trois universités normandes : 7 chercheurs de l’Université de Rouen Normandie, 8 chercheurs de l’Université de Caen Normandie, 1 chercheur de l’Université du Havre Normandie et 7 experts techniques. Le premier plan d’actions du GIEC Normand est voté en Assemblée plénière de la Région Normandie en décembre 2022,.

### Niveau local

#### SCOT
Les lois Grenelle de 2009 et 2010 ont renforcé le rôle des schémas de cohérence territoriale (SCoT), en étendant leurs moyens d’actions dans de nombreux domaines (consommation d'espace, continuités écologiques, commerce, mais aussi air, énergie et climat). YY SCOT sont approuvés ou en cours d'élaboration en Occitanie au 31 décembre 2022.

#### Territoires à énergie positive (2014)
Un territoire à énergie positive pour la croissance verte (TEPCV) est un territoire d’excellence de la transition énergétique et écologique, un projet lancé par le ministère de l'environnement en 2014. La collectivité s’engage à réduire les besoins en énergie de ses habitants, des constructions, des activités économiques, des transports, des loisirs. Elle propose un programme global pour un nouveau modèle de développement, plus sobre et plus économe. Au 31 décembre 2019, plus de 14 millions d’euros ont été versés aux collectivités lauréates.

#### PCAET (2015)
Instaurés par la loi relative à la transition énergétique pour la croissance verte du 17 août 2015, les plans climat-air-énergie territorial (PCAET) sont définis à l’article L. 229-26 du code de l'environnement. Ils sont obligatoires pour les établissements publics de coopération intercommunale (EPCI) à fiscalité propre de plus de 20 000 habitants. En Normandie, 50 EPCI sont soumis à l'obligation de réaliser un PCAET : 10 dans l'Eure, 13 dans le Calvados, 7 dans la Manche, 4 dans l'Orne, 16 enSeine-Maritime.
Les EPCI de moins de 20 000 habitants peuvent s’ils le souhaitent élaborer des PCAET volontaires. Chaque PCAET doit être mis à jour tous les 6 ans et faire l’objet d’un bilan à mi-parcours au bout de 3 ans.

#### PLU
Les Plans locaux d'urbanisme (PLU) et PLU intercommunaux doivent être compatibles le PCAET (et non plus simplement le prendre en compte comme c'était le cas jusqu'au 1er avril 2021).